# 博伊金 (喬治亞州)
博伊金（英語：Boykin）是位於美國喬治亞州米勒縣的一個非建制地區。該地的面積和人口皆未知。

## 歷史
據美國喬治亞州米勒郡的一些記載，該地很可能以早期定居者“S.吉爾福德·A·博伊金”（S. Guilford A. Boyken）的名字命名。1897年居民在當地成立了一家名為博伊金的郵局，並一直運營到1932年。

1903年，喬治亞州議會把該地方合併為“博伊金鎮”。直到1995年該鎮解散成為美國喬治亞州米勒郡的一個非建制地區。

## 地理
博伊金的座標為31°06′17″N 84°41′12″W / 31.10472°N 84.68667°W，而該地的平均海拔高度為40米（即131英尺）。